# Inocybe soluta
Inocybe soluta är en svampart som beskrevs av Velen. 1920. Enligt Catalogue of Life ingår Inocybe soluta i släktet Inocybe,  och familjen Inocybaceae, men enligt Dyntaxa är tillhörigheten istället släktet Inocybe,  och familjen Crepidotaceae. Arten är reproducerande i Sverige. Inga underarter finns listade i Catalogue of Life.